# XI. Piusz pápa
XI. Pius pápa (Achille Ratti; Desio, 1857. május 31. – Róma, 1939. február 10.) a római katolikus egyház 259. pápája 1922-től haláláig.
A pápasága alatt került hatalomra Benito Mussolini, akivel 1929-ben aláírták a lateráni egyezményt. 

## Élete a pápaság előtt
Achille Ratti 1857. május 31-én született Milánóban iparos polgári családban. A Lombard Kollégiumba került, ahol 1879. december 20-án szentelték pappá. Rómában a Gregoriana Pápai Egyetemen kánonjogból doktorált, és 1882-ben letette a teológiai doktorátust is a La Sapienza Egyetemen, valamint a filozófiait az Aquinói Szent Tamás Akadémián. Milánóban 5 éven át teológiai kurzust vezetett. 1907-ben Rattit X. Piusz pápa az Ambrosiana Könyvtár prefektusává nevezte ki. 1914-ben elnyerte a Vatikáni Könyvtár prefektusi címét. 
1918. május 19-én Lengyelország és Litvánia apostoli vizitátorának nevezte ki a pápa. Majd Ratti megkapta a nunciusi és a lepantói címzetes érseki kinevezést 1919. július 19-én. 1921. június 4-én bíborossá nevezték ki a Santi Silvestro e Martino ai Monti-bazilika titulusával. 5 hónapig volt a Milánói főegyházmegye érseke. 1921. december 8-án megnyitotta a Szent Szív Katolikus Egyetemet.

## Személyisége
XIV. Benedek pápa óta ő volt az első tudós pápa, akit jelentős nyelvismerete, tudása, nemzetközi kapcsolatai és a modern tudományos haladás ismerete miatt becsültek. „Az élet cselekvés” – ez volt az egyik bölcs mondása. Még nyolcvanévesen is megőrizte azokat a vallásgyakorlatokat, amik a szemináriumi időkben már szokásává váltak: a rózsafüzért, a szentségimádást és a lelkigyakorlatokat. Piusz pápa elkerülte a nepotizmus látszatát is. Rokonait nem a magánlakosztályban fogadta, hanem a nyilvános kihallgatási termekben. Nekik is szabályos kérelmet kellett a pápai házhoz benyújtaniuk, mint bárki másnak. XI. Piusz szívrohamban halt meg 81 évesen.

## Megválasztása, pápasága
A 43 bíborosból álló konklávén, amely Rómában 1922. február 2-án gyűlt össze, 14 szavazás után választották meg.
Kormányzati irányelveit az Ubi arcano Dei (1922) kezdetű enciklikában rögzítette: X. Piusz és XV. Benedek nyomdokain haladni.
Pápaságának legfőbb szándékát a „Pax Christi in regno Christi” („Krisztus békéje Krisztus országában”) jelmondat foglalta össze.

### Belső egyházpolitikája

#### Hitbuzgalmi lépések
A hitélet elmélyítése érdekében több szentévet, jubileumot tartott (1925-ös szentév, 1929-es jubileumi év aranymiséje kapcsán, 1933-as rendkívüli szentév a megváltás 1900. évfordulóján). 1925. december 11-én a Quas primas körlevelével bevezette Krisztus Király ünnepét.
Ugyanezt szolgálták a szentté avatások: Lisieux-i Kis Teréz, Bellarmin Róbert, Soubirous Bernadett, Don Bosco János, Vianney János.
Fontos szerepet játszottak az eucharisztikus világkongresszusok is.
XI. Piusz pápasága előtti életéből fakadóan az egyházi tudományosság, az egyetemek erősítését is fontosnak tartotta. Ennek következtében is jött létre 1931-ben a Vatikáni Rádió.
XI. Piusz szakított a korábbi, Európa-központú missziós stratégiával, és pápasága alatt 2670-ről 7000-re emelkedett a 14 missziós körzet bennszülött papságának létszáma. Kísérletet tett a keleti egyházak felé való közeledésre is.

#### Szociális tanítása
1930. december 31-én kiadott enciklikája, a Casti connubii, a keresztény házasság elveit fekteti le újra.
A társadalmi élet katolikus erkölcsök szerinti befolyásolására, a világi hívek bevonására a Actio Catholica (Katolikus Akció) szervezeteit tartotta célravezetőnek.
A társadalom új, a Szentszék által elképzelt rendjét a Rerum novarum kiadásának negyvenedik évfordulóján, 1931-ben megjelent Quadragesimo anno körlevele körvonalazta. Ebben a magántulajdon társadalmi szerepét hangsúlyozza, valamint az állam szerepét a magántulajdon társadalmi felelősségében. Az új társadalmi rend alapeszméinek a szubszidiaritás és a korporativizmus elvét tekintette. Mindazonáltal mind a kapitalizmust, mind a marxizmust elítélte. A pápai megnyilatkozások pedig éles kritikát fogalmaztak meg – az enciklika korporativ elveit félreértőkkel szemben – a fasiszta korporációk felé is.

### Külső egyházpolitikája
XI. Piusz folytatta elődei konkordátumra, diplomáciai megegyezésre törekvő politikáját. Bővültek a pápaság diplomáciai kapcsolatai. A Szovjetunióval többszöri próbálkozások ellenére sem sikerült a diplomáciai kapcsolatok felvétele.

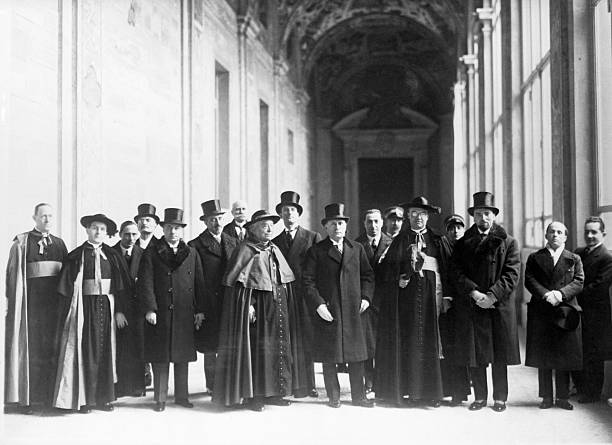
Mussolini és Gaspari bíboros a szerződés aláírása előtt

#### A római kérdés megoldása
Az olasz állammal 1929. február 11-én sikerült megegyezni a lateráni egyezmény megkötése révén. Ez az egyezmény elismerte a független Vatikánváros létezését, amely felett a pápa uralkodott. A pápaságnak viszont el kellett ismerte az Olasz Királyságot, és állandó semlegességet vallania a világ diplomáciai konfliktusaiban. Piusz továbbá beleegyezett, hogy nem egy szuverén állam, hanem az egyház fejeként szól bele a külügyekbe. Ezzel egyidejűleg az egyezmény kinyilvánította az egyházi házasság civiljogi érvényességét Olaszország területén, kötelezővé tette a katolikus iskolások vallásoktatását, és a római katolicizmust Olaszország egyetlen államvallásának nyilvánította.

#### Az Olaszországhoz fűződő kapcsolatok
A lateráni egyezmény megkötése ellenére az olasz államhoz fűződő viszonya korántsem volt felhőtlennek nevezhető. A viszonyt a fasisztáknak a katolikusok ellen elkövetett merényletei, a totalitárius szakszervezeti törvények, valamint az olasz államnak az ifjúság nevelésére vonatkozó totális igényei árnyékolták be kezdetben. Később az Actio Catholica visszaszorítására tett fasiszta lépések mélyítették az ellentéteket. Végül a fasiszta állam fajelméleti alapú törvényei vezettek a legsúlyosabb konfliktushoz. Az 1938 őszén elfogadott törvény szerint a zsidó, kikeresztelkedett zsidó és nem zsidó közötti egyházi házasság elvesztette államjogi érvényességét. A faji megkülönböztetés és antiszemitizmus elítélést célzó enciklika megjelenését csak a pápa halála akadályozta meg.[forrás?]

#### A Németországhoz fűződő viszony
A Szentszék 1933-ban – amikor a nácizmus bűnei még nem voltak előre láthatók, és amikor Hitler rendszere még a nyugati demokráciák szemében is szalonképes volt – megkötötte Németországgal a német katolikusok számára ideiglenesen védelmi alapot nyújtó konkordátumot. Amikor azonban Hitler a konkordátumot megszegve megszüntette az egyházi iskolákat, a katolikus sajtót és egyesületi életet, valamint egyre nyilvánvalóbbá vált a rendszer embertelensége, 1937. március 14-én kiadta a Mit brennender Sorge (Ardenti cura) körlevelét. A körlevélben elítélte a fajelméletet, fajgyűlöletet, a nemzetiszocialista újpogányságot, valamint az egyház- és vallásellenességet.

## Lásd még

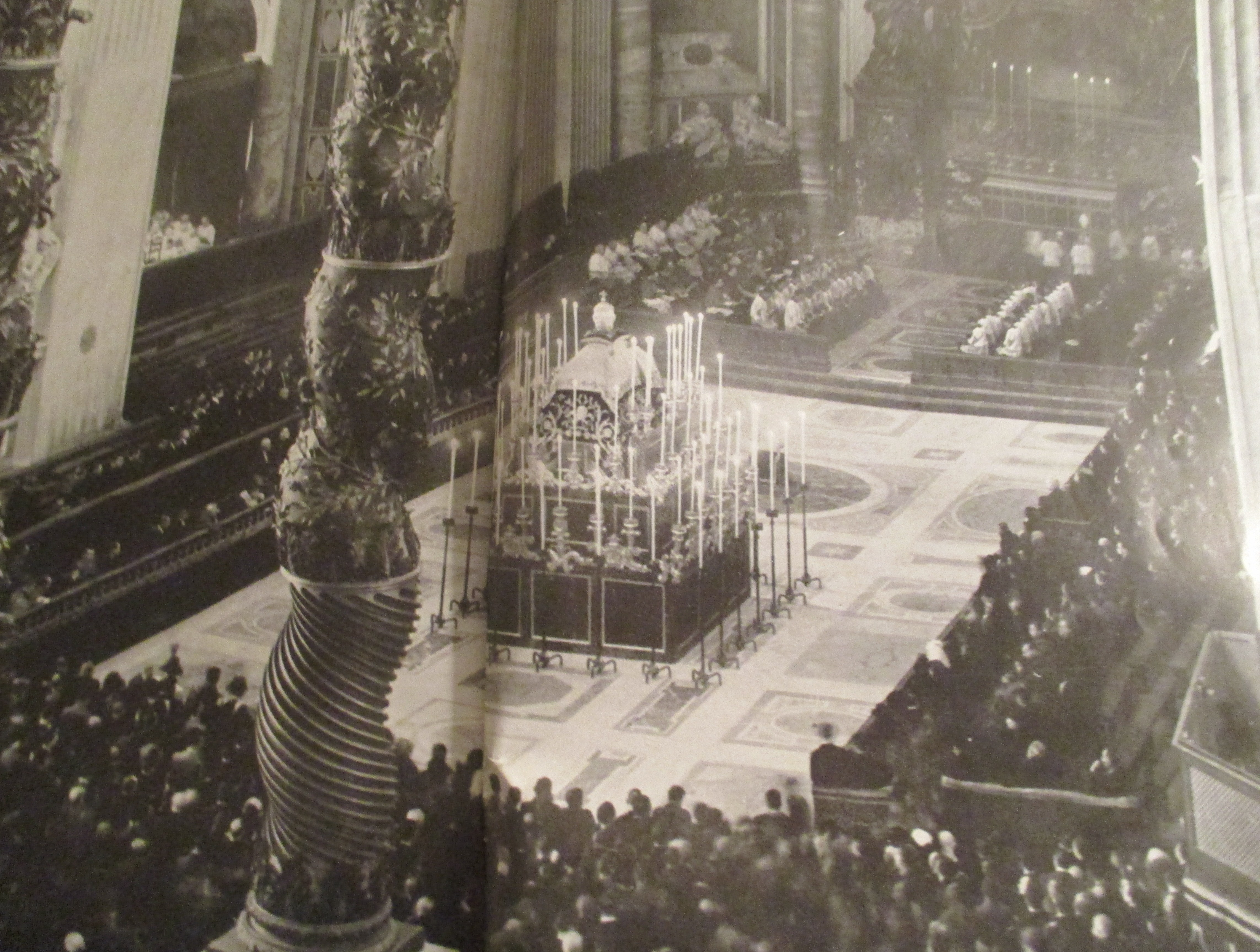

XI. Piusz pápa enciklikái

## Művei
- Documenta Catholica Omnia (latin nyelven). Cooperatorum Veritatis Societas. (Hozzáférés: 2011. december 6.)